# Ranchland 66, Alberta
Ranchland 66, din provincia Alberta, Canada  este un district municipal situat sudic central în Alberta. Districtul se află în Diviziunea de recensământ 15. El se întinde pe suprafața de 2,639.16 km2  și avea în anul 2011 o populație de 79 locuitori.
Cities Orașe
--
Towns Localități urbane
--
Villages Sate
--
Summer villages Sate de vacanță
--
Hamlets, cătune—nu are localități
Așezări
- Lille (oraș-fantomă)

1. 1 2  Population and dwelling counts, for Canada, provinces and territories, and census subdivisions (municipalities), 2016 and 2011 censuses – 100% data (în engleză), 20 februarie 2019